# Lamin Conteh
Lamin Conteh (auch Lamine Conteh), bekannt als Junior Tumbu (* 20. Juni 1976 in Freetown; † 5. Mai 2022 in Kenema), war ein sierra-leonischer Fußballspieler.

## Sportlicher Werdegang
Conteh spielte zunächst in der Jugend beim Old Edwardians FC Anschließend verließ er als Teenager sein Heimatland und spielte beim Horoya AC in Guinea. 1992 wechselte er nach Europa, um beim belgischen Klub K Beerschot VA zu spielen. 1994 wurde er sierra-leonischer Nationalspieler. Als sich die Nationalmannschaft erstmals für den Afrika-Cup qualifizierte, gehörte er beim Turnier 1994 zum Aufgebot. Nachdem er für den seinerzeitigen Zweitligisten 17 Saisontore in der Vorsaison erzielt hatte, verpflichtete ihn der deutsche Zweitligist SV Meppen nach einem missglückten Start in die Zweitliga-Saison 1995/96 Mitte September 1995. Mit einer Ablösesumme von 420.000 DM war er der teuerste Einkauf der Vereinsgeschichte. Hier gehörte er schnell zum erweiterten Stamm und bestritt bis Ende 1995 elf Ligaspiele, in denen er zwei Tore erzielte. Anfang 1996 nahm er mit der Nationalmannschaft am Afrika-Cup 1996 teil, wie zwei Jahre zuvor scheiterte sie am Ende der Vorrunde. Anschließend gehörte er nicht mehr zum Stamm seiner Klubmannschaft. Zu Beginn der folgenden Spielzeit bestritt er nochmals vier Zweitligaspiele, stand dabei aber nur einmal in der Startelf.
1997 verließ Conteh Deutschland in Richtung Portugal und schloss sich Boavista Porto an, wurde dort aber nach kurzer Zeit zum Varzim SC in die Segunda Liga transferiert. Seine erfolgreichste Zeit hatte er anschließend beim al-Wahda, wo er 1999 und 2001 den Titel in der UAE Pro League holte und 2000 den UAE President’s Cup gewann. Nach einem kurzen Aufenthalt beim al-Fujairah SC spielte er ab 2003 für Perlis FA, Pelita Jaya FC, Negeri Sembilan FA und Chanthaburi FC in Malaysia, Indonesien bzw. Thailand.
Nach dem Ende seiner aktiven Karriere beim Perlis FA 2012 kehrte Conteh nach Sierra Leone zurück und arbeitete später für die Sierra Leone Football Association. Beim Afrika-Cup 2022 gehörte er zum Trainerteam. Zuletzt trainierte er den Freetown City FC, der seit dem Abstieg 2020 in der zweitklassigen Division One antrat.
Nach kurzer Krankheit starb Conteh im Alter von 45 Jahren in einem Krankenhaus in Kenema. FIFA-Präsident Gianni Infantino kondolierte anschließend via Brief an den sierra-leonischen Fußballverband SLFA.

## Erfolge

### al-Wahda
- UAE Pro League: 1998/99, 2000/01
- UAE President’s Cup: 1999/00
- UAE Federation Cup: 2001

### Perlis FA
- Malaysia Super League: 2005
- Malaysia Cup: 2004, 2006